# Cauville-sur-Mer
Cauville-sur-Mer là một xã thuộc tỉnh Seine-Maritime trong vùng Normandie miền bắc nước Pháp.

### Huy hiệu
| Arms of Cauville-sur-Mer | The arms of Cauville-sur-Mer are blazoned: Gules, in fess 3 stalks of wheat [palewise] slipped and leaved Or, and on a chief azure with a little triangular bit poking down, 2 seagulls volant respectant argent between 3 mullets of 5 Or. |

## Dân số
| Năm | 1962 | 1968 | 1975 | 1982 | 1990 | 1999 | 2006 |
| --- | ---- | ---- | ---- | ---- | ---- | ---- | ---- |
| Dân số | 480  | 494  | 505  | 1005 | 1165 | 1243 | 1387 |
| From the year 1962 on: No double counting—residents of multiple communes (e.g. students and military personnel) are counted only once. |      |      |      |      |      |      |      |